# رجعة
الرجعة العودة إلى الحياة الدنيا بعد الموت. قال الجوهري والفيروزآبادي: فلان يؤمن بالرجعة، أي بالرجوع إلى الدنيا بعد الموت.

## الرجعة عندالشيعةالإمامية
ذهب الشيعة الإمامية أن الله يعيد قوما من الأموات إلى الدنيا قبل يوم القيامة في صورهم التي كانوا عليها، فيعز فريقا ويذل فريقا آخر، ويديل المحقين من المبطلين، والمظلومين منهم من الظالمين، وذلك عند ظهور المهدي ـ تعد الرجعة عند الشيعة الإمامية مظهرا يتجلى فيه مقتضى العدل الإلهي بعقاب المجرمين على نفس الأرض التي ملأوها ظلما وعدوانا. ويستدلون في ذلك بهذه الآية من سورة غافر: ﴿قَالُوا رَبَّنَا أَمَتَّنَا اثْنَتَيْنِ وَأَحْيَيْتَنَا اثْنَتَيْنِ فَاعْتَرَفْنَا بِذُنُوبِنَا فَهَلْ إِلَى خُرُوجٍ مِنْ سَبِيلٍ ۝١١﴾ [غافر:11].

## الرجعة عند المسيحيين
جاء في رسالة بطرس الأولى انه متى ظهر رئيس الرعاة -يسوع- ينال اتباعه اكليل المجد. وفي رؤى دانيال عن عودة المسيح في المرة الثانية تأكيد على مبدأ الرجعة وان كان التركيز على ما بعدها من أخبار مملكة الرب والرؤية عن كرسي الحساب على صورة كرسي العرش.